# Iglasjön (Fristads socken, Västergötland)
Iglasjön är en sjö i Borås kommun i Västergötland och ingår i Viskans huvudavrinningsområde.